# Fausta inusta
Fausta inusta är en tvåvingeart som beskrevs av Louis-Paul Mesnil 1957. Fausta inusta ingår i släktet Fausta och familjen parasitflugor. Inga underarter finns listade i Catalogue of Life.